# 青年喀什噶尔党
青年喀什噶尔党（英語：Young Kashgar Party）是一個於1933年－1934年存在的激進/極端泛突厥主义維吾爾政黨。它參與建立了東突厥斯坦伊斯兰共和國。青年喀什噶尔党反漢且反回。库车的維吾爾族的暴动首领铁木尔伯克和和闐的埃米爾穆罕默德·伊敏、阿不都拉·布格拉與努爾·阿合買提江·布格拉與青年喀什噶爾黨結盟。他們召開了一個由40位成員組成的議會，並派了兩名代表往見北疆的泛突厥主義運動領袖，後來的東突厥斯坦伊斯兰共和國總統和加尼牙孜。青年喀什噶尔党與民族革命委員會最後合流並共同建立第一东突厥斯坦共和国。